# Fernand Bouet
Pour les articles homonymes, voir Bouet.
Fernand Bouet est un armateur normand.

## Biographie
En 1903, il crée son armement : Armement BOUET Fernand, et, en  1914, l'armement possède 8 navires; mais en 1934, l'armement est dissous. La Société navale caennaise rachète les navires.